# International English Language Testing System
L'International English Language Testing System (IELTS), ou Système d'évaluation en langue anglaise internationale, est un test international de langue anglaise géré en commun par l'université de Cambridge, le British Council et la société australienne IDP Education. Il est un substitut au test standardisé d'anglais qu'est le TOEFL.
L'IELTS est accepté par la majorité des universités aux États-Unis (plus de 2000 en octobre 2008), au Royaume-Uni, au Canada, en Australie, en Irlande, en Nouvelle-Zélande, en Afrique du Sud, par des établissements d'enseignement proposant des qualifications internationales en anglais (Europe, Asie) et ainsi que par diverses organisations professionnelles.

## Caractéristiques
L'IELTS présente les caractéristiques suivantes :
- les matériaux d'examen présentent différents accents et styles d'écriture pour minimiser les biais linguistiques et culturels. Le test se concentre sur « l'anglais international », ce qui comprend l'anglais britannique, l'anglais américain et d'autres variétés.
- l'IELTS teste les capacités à parler, lire, écouter et écrire de l'anglais.
- pour chacune des quatre compétences ci-dessus, le score est exprimé par une valeur comprise entre 1 (« Non utilisateur ») et 9 (« Utilisateur expert »).
- les candidats peuvent choisir le module universitaire ou le module d'entraînement général :
  - le module universitaire est destiné à ceux d'entre eux qui souhaitent s'inscrire dans une université ou un autre établissement d'enseignement supérieur.
  - le module d'entraînement général est destiné à ceux qui veulent entreprendre une autre formation ou qui passent le test dans un but professionnel ou pour émigrer dans un pays anglophone (l'IELTS est exigé par le Canada et l'Australie).

## Dates et lieux d'examen
Les 500 centres IELTS dans le monde proposent jusqu'à 48 dates pendant l'année dans 120 pays différents et chacun de ces centres peut proposer jusqu'à quatre sessions par mois selon la demande.
Le British Council propose aussi des préparations au test.
Il est aussi possible de préparer l'IELTS en se procurant des manuels ou des cahiers d'exercices publiés par la plupart des éditeurs de langue ou alors en suivant des cours spécifiques auprès d'écoles de langues. Vous avez aussi la possibilité de vous inscrire dans des écoles de langue à l'étranger, qui proposent un entraînement et des tests blancs dans le cadre d'un séjour linguistique.

## Comparaisons
Comme les autres tests, IELTS sert à évaluer les quatre compétences (listening, reading, writing et speaking). Ce dernier est un entretien en tête à tête avec un examinateur.

## Résultats
Un Test Report Form (TRF) est ensuite envoyé aux candidats treize jours après le test. Le rapport montre : 
- Un résultat global sous une forme d'échelle (de 1 à 9).
- Un résultat global (de 1 à 9) pour chaque compétences évaluées du test (compréhension orale, écrite, expression écrite et orale).
- Quel type de test IELTS a été passé (formation académique ou générale).

- La photo du candidat, sa nationalité, sa langue maternelle et sa date de naissance

Les Test Report Forms sont valables pour 2 ans.

## Fraudes et corruption[citation nécessaire]
- Octobre 2009, Gurgaon (Inde)[2]
- Juin 2010, Perth (Australie-Occidentale)[3]

## Utilisation par le NHS
L' IELTS est utilisé au Royaume-Uni pour recruter des infirmières étrangères pour le NHS, depuis janvier 2016 sous l'impulsion du ministre Matthew Hancock du gouvernement de David Cameron qui voulait que tous les étrangers travaillant dans un secteur au service d'un public parlent une langue anglaise hautement normée parce que le gouvernement contrôle l'immigration au bénéfice de personnes qui travaillent dur.
D'après une société de recrutement (HCL) seul 176 sur 949 candidats arrivent à obtenir la note de 7 sur 9 au test. 
D'après le British Council, les locuteurs de langue anglaise natifs n'obtiennent en moyenne qu'une note de 6,3 à l'écrit et de 6,7 en lecture.
Pour travailler au NHS, il est nécessaire d'obtenir la note 7/9 dans chacune des quatre disciplines : parler, écouter, lire et écrire. Toutefois, un certain nombre d'infirmières britanniques sont infirmières alors qu'elles ne réussiraient pas ce test.